# Ceutónimo
En la mitología griega Ceutónimo (griego antiguo: Κευθώνυμος) es un personaje tan sólo citado en una fuente, siendo el padre de Menetes, el boyero de las vacas de Hades. Su nombre pudiera significar «nombrado en las profundidades» o «nombre oculto». Al igual que otros seres ctónicos no se conocen más datos sobre él.
«Heracles, asiendo a Teseo de la mano, lo levantó, pero al querer alcanzar a Pirítoo la tierra tembló y tuvo que soltarlo. También hizo rodar la piedra de Ascálafo. Para proporcionar sangre a las almas mató a una de las vacas de Hades, por lo que el pastor que las apacentaba, Menetes, hijo de Ceutónimo, lo desafió a luchar. Heracles, cogiéndolo de la cintura, le rompió las costillas, pero a instancias de Perséfone lo dejó».
Pudiera ser que Ceutónimo sea un demon o espíritu del inframundo, que vive en el reino de Hades, pero nada se sabe de él.